# Ермолаев, Григорий Дмитриевич
Григорий Дмитриевич Ермолаев (1924—1944) — Гвардии младший лейтенант Рабоче-крестьянской Красной армии, участник Великой Отечественной войны, Герой Советского Союза (1945).

## Биография
Григорий Ермолаев родился в 1924 году в деревне Никандровка (ныне — Екатериновский район Саратовской области).
Окончил восемь классов школы, после чего работал водителем в колхозе.
В 1942 году Ермолаев был призван на службу в Рабоче-крестьянскую Красную Армию. Окончил Сызранское танковое училище. С октября 1943 года — на фронтах Великой Отечественной войны. Принимал участие в боях на Калининском и 3-м Белорусском фронтах. Участвовал в освобождении Смоленской области и Белорусской ССР. К июню 1944 года гвардии младший лейтенант Григорий Ермолаев командовал танком 28-й отдельной гвардейской танковой бригады 39-й армии 3-го Белорусского фронта. Отличился во время освобождения Витебской области.
23 июня 1944 года танк Ермолаева первым в своём подразделении вышел к реке Лучоса и захватил переправу, уничтожив при этом две автомашины и три повозки противника, а затем удерживал её до подхода основных сил. 25 июня экипаж Ермолаева первым вышел к шоссе Витебск — Лепель и, следуя за немецкой колонной, уничтожил 3 самоходных артиллерийских установки, 8 артиллерийских орудий, 20 автомашин, 25 повозок с грузами, около 120 вражеских солдат и офицеров. Разгромив колонну, танкисты вышли к Западной Двине и заняли оборону около моста через неё. Противник предпринял несколько контратак крупными силами. Ожесточённая схватка продолжалась в течение трёх часов. Во время отражения десятой по счёту контратаки Ермолаев погиб. Похоронен в деревне Рудаки Витебского района Витебской области Белорусской ССР.
Указом Президиума Верховного Совета СССР от 24 марта 1945 года гвардии младший лейтенант Григорий Ермолаев посмертно был удостоен высокого звания Героя Советского Союза.

## Память
- Обелиск в честь Ермолаева установлен в деревне Узварцы Витебского района[4].
- В Парке Победы города Саратова, на Соколовой горе, на Аллее Героев, указано имя Героя Советского Союза Григория Дмитриевича Ермолаева.
- Именем Г. Ермолаева названа улица с. Шиловка Альшанского муниципального образования Екатериновского района.
- В 2010 году на здании средней общеобразовательной школы с. Альшанка Екатериновского района установлена мемориальная доска с именем Героя.
- В 2013 году в р.п. Екатериновка установлен обелиск с портретами Героев Советского Союза - уроженцев Екатериновского района, в том числе с портретом Ермолаева Г.Д.
- В 2015 году в с. Альшанка, около здания школы, установлен памятник с портретом героя-земляка Г.Д. Ермолаева.
- В 2019 году в городе Саратове, общеобразовательная школа № 40 (с 2022 года — гимназия № 34) в Заводском районе наименована в честь Героя Ермолаева[5].